# توماس روز
توماس روز (بالإنجليزية: Thomas Rose)‏ هو سياسي أسترالي، ولد في 1856، وتوفي في 10 يونيو 1926. حزبياً، نشط في Protectionist Party ‏. وقد انتخب عضو الجمعية التشريعية نيو ساوث ويلز.